# Oulles
Oulles is een gemeente in het Franse departement Isère (regio Auvergne-Rhône-Alpes) in de Oisans en telt 12 inwoners (2009). De plaats maakt deel uit van het arrondissement Grenoble.

## Geografie
De oppervlakte van Oulles bedraagt 9,0 km², de bevolkingsdichtheid is dus 1,3 inwoners per km².
De onderstaande kaart toont de ligging van Oulles met de belangrijkste infrastructuur en aangrenzende gemeenten.

## Demografie
Onderstaande figuur toont het verloop van het inwonertal (bron: INSEE-tellingen).